# Lobby du sucre et santé humaine
 (mars 2024).
La mise en forme du texte ne suit pas les recommandations de Wikipédia : il faut le « wikifier ».
Les points d'amélioration suivants sont les cas les plus fréquents. Le détail des points à revoir est peut-être précisé sur la page de discussion.
- Les titres sont pré-formatés par le logiciel. Ils ne sont ni en capitales, ni en gras.
- Le texte ne doit pas être écrit en capitales (les noms de famille non plus), ni en gras, ni en italique, ni en « petit »…
- Le gras n'est utilisé que pour surligner le titre de l'article dans l'introduction, une seule fois.
- L'italique est rarement utilisé : mots en langue étrangère, titres d'œuvres, noms de bateaux, etc.
- Les citations ne sont pas en italique mais en corps de texte normal. Elles sont entourées par des guillemets français : « et ».
- Les listes à puces sont à éviter, des paragraphes rédigés étant largement préférés. Les tableaux sont à réserver à la présentation de données structurées (résultats, etc.).
- Les appels de note de bas de page (petits chiffres en exposant, introduits par l'outil «  Source ») sont à placer entre la fin de phrase et le point final[comme ça].
- Les liens internes (vers d'autres articles de Wikipédia) sont à choisir avec parcimonie. Créez des liens vers des articles approfondissant le sujet. Les termes génériques sans rapport avec le sujet sont à éviter, ainsi que les répétitions de liens vers un même terme.
- Les liens externes sont à placer uniquement dans une section « Liens externes », à la fin de l'article. Ces liens sont à choisir avec parcimonie suivant les règles définies. Si un lien sert de source à l'article, son insertion dans le texte est à faire par les notes de bas de page.
- La présentation des références doit suivre les conventions bibliographiques. Il est recommandé d'utiliser les modèles {{Ouvrage}}, {{Chapitre}}, {{Article}}, {{Lien web}} et/ou {{Bibliographie}}. Le mode d'édition visuel peut mettre en forme automatiquement les références.
- Insérer une infobox (cadre d'informations à droite) n'est pas obligatoire pour parachever la mise en page.

Pour une aide détaillée, merci de consulter Aide:Wikification.
Si vous pensez que ces points ont été résolus, vous pouvez retirer ce bandeau et améliorer la mise en forme d'un autre article.
 (avril 2024).
La consommation de sucre est promue tant par les producteurs de sucre que par les producteurs de boissons et d'aliments sucrés. Outre les méthodes de marketing direct telles que les messages sur les emballages, les publicités télévisées, les jeux publicitaires et le placement de produits dans des contextes tels que les blogs, l'industrie s'est efforcée d'influencer la couverture des informations sur la santé liées au sucre dans les médias populaires, y compris les médias d'information et les médias sociaux.   
Les raffineurs de sucre et les fabricants d'aliments et de boissons sucrés ont également cherché à influencer la recherche médicale et les recommandations de santé publique. Les résultats de la recherche sur les effets sur la santé des aliments et des boissons sucrés diffèrent considérablement selon que le chercheur a ou non des liens financiers avec l'industrie des aliments et des boissons. Les auteurs d'une revue de 2016 sur les biais de financement ont conclu que "Cette industrie semble manipuler les processus scientifiques contemporains pour créer la controverse et faire avancer leurs intérêts commerciaux au détriment de la santé publique".

## Histoire
Au début des années 1950, le sucre était promue comme une substance saine qui aiderait à réduire la faim et à fournir un regain d'énergie. Les méthodes plus récentes sont nécessairement moins directes. Les méthodes de commercialisation des produits sucrés comprennent :
- promouvoir des produits à haute teneur en sucre de marques déjà bien établies et ayant une faible teneur en sucre en les présentant comme des variantes de saveur
- utiliser des mots associés à la santé, tels que "sain", "naturel", "naturellement sucré" et "légèrement sucré"
- utiliser des associations avec des fruits pour impliquer la santé
- publicité simulacre, par le biais de groupes de façade et d'individus sans lien évident avec l'industrie sucrière, y compris des personnes se présentant comme des scientifiques indépendants
- ciblant les femmes, qui prennent de nombreuses décisions d'achat de nourriture
- cibler les enfants ; en dessous de sept ans, ils ont du mal à reconnaître l'intention de persuasion, et en dessous de douze ans, ils en sont plus facilement distraits que les adultes. Près d'un quart de l'argent publicitaire de l'industrie alimentaire est consacré à la publicité destinée aux enfants.
- positionner les boissons et aliments sucrés comme une question de liberté de choix plutôt que de santé publique

### Influence sur les informations et les lignes directrices en matière de santé
Les raffineurs de sucre et les fabricants d'aliments et de boissons sucrés ont cherché à influencer la recherche médicale et les recommandations de santé publique, avec des dépenses substantielles documentées pour les années 1960 à 2016. Les résultats de la recherche sur les effets sur la santé des aliments et des boissons sucrés diffèrent considérablement selon que le chercheur a ou non des liens financiers avec l'industrie des aliments et des boissons. Les auteurs d'une revue de 2016 sur les biais de financement ont conclu que "Cette industrie semble manipuler les processus scientifiques contemporains pour créer la controverse et faire avancer leurs intérêts commerciaux au détriment de la santé publique". Une étude de 2013 a conclu que "les industries de produits de base malsaines ne devraient jouer aucun rôle dans l'élaboration d'une politique nationale ou internationale sur les MNT [ maladies non transmissibles ] ". 
Des efforts similaires ont été déployés pour orienter la couverture des informations sur la santé liées au sucre dans les médias populaires, y compris les médias d'information et les médias sociaux.   
La Sugar Research Foundation, une association professionnelle de l'industrie sucrière, a conçu, financé et participé à une revue médicale influente de 1967. Il s'appelait "SRF Funds Project 226" et était publié sous le titre "Dietary Fats, Carbohydrates and Atherosclerotic Vascular Disease". Bien que cela ait eu lieu entre 1965 et 1967, cela a été documenté dans une publication JAMA Internal Medicine de 2016 qui a examiné les documents de l'industrie. Parmi les chercheurs qui ont inscrit leur nom sur l'examen de 1967, David Mark Hegsted a ensuite rédigé des directives nationales sur la nutrition, et Fredrick J. Stare était à la tête du département de nutrition de l'Université de Harvard. Les règles entourant les conflits d'intérêts dans l'édition universitaire étaient alors plus laxistes, ce qui a permis au paiement de ne pas être déclaré. Prenant en compte "d'autres analyses récentes de documents de l'industrie sucrière", l'examen de 2016 conclut que de telles actions faisaient partie d'un programme de recherche plus large parrainé par l'industrie dans les années 1960 et 1970. Il conclut également que "les comités d'élaboration des politiques devraient envisager d'accorder moins de poids aux études financées par l'industrie alimentaire". 
Immédiatement après, la même Sugar Research Foundation a financé une étude comparant des rats nourris au sucre et nourris à l'amidon. "SRF Funds Project 259: Dietary Carbohydrate and Blood Lipids in Germ-Free Rats" a été financé de 1967 à 1971, date à laquelle, après avoir communiqué les résultats préliminaires aux bailleurs de fonds, son financement n'a pas été renouvelé. La recherche n'a jamais été publiée,.
Le National Caries Program de 1971 de l'Institut national de recherche dentaire des États-Unis a fait l'objet de pressions de la part de l'industrie sucrière, qui a considérablement influencé les types de recherche requis par le programme sur les caries. La recherche sur la cariogénicité des aliments qui aurait pu nuire à l'industrie sucrière a été omise des priorités de financement. Le groupe de travail de santé publique du NIDR sur les caries et un groupe de travail de l'industrie sur les caries avaient presque exactement les mêmes membres. Le NIDR a copié 78 % du rapport des groupes industriels dans le sien, certaines parties étant copiées textuellement. 
Après que l'OMS ait recommandé de réduire la consommation de sucre à moins de 10 % de l'apport énergétique quotidien en 1990, l'Institut international des sciences de la vie a obtenu l'accréditation en tant qu'organisme de recherche de l'OMS et de la FAO. L'institut a été fondé par des parties telles que Coca-Cola, PepsiCo et General Foods. Phillip James, responsable de l' International Obesity Taskforce, a estimé que cette accréditation augmentait l'influence de l'industrie sur les directives sanitaires mondiales.
L'élaboration de recommandations alimentaires européennes officielles a été influencée par des groupes européens de l'industrie sucrière qui, en 2000, ont menacé de bloquer le rapport si une recommandation visant à limiter la consommation de sucre à moins de 10 % de l'apport énergétique quotidien n'était pas supprimée. Les experts médicaux se sont sentis obligés de changer la recommandation en une recommandation selon laquelle le sucre ne devrait pas être consommé plus de quatre fois par jour.
Les groupes industriels ont également critiqué les preuves sous-jacentes à la limite recommandée par l'Organisation mondiale de la santé en 2003 sur la consommation de sucre libre (encore une fois, à moins de 10 % de l'apport énergétique quotidien). L'industrie sucrière américaine a également fait pression sur le Congrès américain pour réduire le financement de l'OMS,.
Lorsque l'OMS a mis à jour les recommandations, une décennie plus tard en 2013, elle a commandé deux examens et a trouvé un soutien à la fois pour la recommandation précédente et pour une nouvelle, plus stricte, moitié moins élevée que l'ancienne limite. Cela a également rencontré l'opposition de l'industrie. L'OMS a commencé à demander à toute personne soumettant des commentaires formels sur la proposition de remplir un formulaire de conflit d'intérêts.
1 ] _ Au cours de ce procès, de nombreux documents internes ont été rendus publics. Celles-ci ont révélé un financement de plus de 10 millions de dollars à James Rippe pour la recherche en santé et la sensibilisation des médias, et un total de 4 millions de dollars à Citizens for Health et Center for Consumer Freedom, qui se sont publiquement opposés les uns aux autres sur la salubrité des produits rivaux sans reconnaître leur financement ( un tel shilling est légal aux États-Unis à la suite de la décision Citizens United ).   
En 2015, il a été rapporté que Coca-Cola avait payé des millions pour promouvoir des messages de santé controversés liés aux boissons sucrées, allant de la recherche universitaire aux publications sur les réseaux sociaux, depuis 2008. L'argent est allé aux chercheurs, aux diététistes, aux experts de la santé, aux organismes de recherche et aux associations professionnelles, entre autres.  
À la suite de cette attention médiatique, Coca-Cola a publié des informations sur près de 120 millions de dollars américains distribués à des organisations médicales, sanitaires et communautaires entre 2010 et 2015. Ceux-ci comprennent 29 millions de dollars pour la recherche universitaire; le don le plus important était de 7,5 millions de dollars au Pennington Biomedical Research Center de la Louisiana State University. Coca-Cola a annoncé qu'elle « se retirera » ("pull back" ) du financement des experts de la santé et de la recherche sur l'obésité, afin d'améliorer sa transparence.

## Étiquetage
Le sucre est ajouté aux listes d'ingrédients sous des dizaines de noms différents, qui, là où les listes d'ingrédients sont dans l'ordre de la plus grande à la plus petite quantité, peuvent laisser les sucres apparaître plus bas sur la liste des ingrédients alors qu'ils sont en fait plus présents qu'il n'y parait.

### Modifications de l'étiquetage nutritionnel aux États-Unis en 2016
En 2016, la FDA a adopté de nouvelles exigences pour les étiquettes de produits alimentaires, qui incluent le nombre de calories en gros caractères et une ligne distincte pour les sucres ajoutés. La plupart des fabricants doivent utiliser la nouvelle étiquette avant juillet 2018.
Les nouvelles exigences de la FDA ont été initialement proposées en 2014, elles ont rencontré une forte opposition de la part des producteurs de sucre et d'aliments sucrés. L'industrie a affirmé que la nouvelle règle n'avait aucune justification scientifique. De nombreuses entreprises spécifiques ont également écrit des lettres demandant que certains produits soient exemptés de la règle. Le directeur d'Ocean Spray Cranberries a écrit une lettre à la FDA expliquant que les canneberges sans sucre sont « désagréables » et a affirmé qu'elles devaient être une exception au projet de loi. L'American Beverage Association voulait que la mesure au dos de leurs étiquettes soit en grammes au lieu de cuillères à café, affirmant que les mesures de cuillères à café auraient une connotation négative qui dénature la nature factuelle des informations nutritionnelles.[réf. nécessaire]
Les changements avaient un soutien des deux grands partis; George W. Bush a soutenu la FDA dans sa demande de législation et, après sa promulgation sous Barack Obama, a déclaré que le gouvernement avait « bien compris »,.

## Campagnes pour réduire la consommation de sucre
Une campagne communautaire dans le comté de Howard, dans le Maryland, a utilisé les médias pour influencer les attitudes et les comportements concernant la relation entre les boissons sucrées et l'obésité. La campagne "Howard County Unsweetened" a utilisé les médias sociaux, les publicités télévisées, le marketing en personne et les organisations communautaires pour encourager les gens à boire des boissons moins sucrées et a fait la promotion de l'eau comme substitut,. Cette campagne s'inspire d'une étude réalisée à Portland, en Oregon, qui a révélé que les interventions communautaires réussissaient à influencer la probabilité que les consommateurs achètent des boissons sucrées dans les supermarchés. Les chercheurs ont associé les boissons sucrées à l'obésité, aux maladies cardiaques et au diabète pour influencer les attitudes des consommateurs et les comportements d'achat des consommateurs

### Taxes sur le sucre
Les taxes sur le sucre ont été utilisées pour réduire la consommation de boissons sucrées, souvent en combinaison avec des campagnes d'information du public.
Une étude de 2010 sur les taxes sur le sucre aux États-Unis a révélé qu'elles réduisaient la consommation de boissons taxées, mais augmentaient la consommation de boissons riches en calories non taxées, supprimant ainsi l'avantage.
Au Mexique, la consommation de boissons sucrées a chuté après une campagne de santé publique incluant une taxe sur le sucre en 2014, et a encore baissé un an plus tard,. Une taxe de 2015 à Berkeley, en Californie, a eu un effet similaire,, bien que les dépenses d'épicerie globales n'aient pas diminué. En 2016, la ville de Philadelphie a introduit une taxe sur le sucre pour financer les programmes pour enfants,.

## Voir également
- Industrie sucrière

- Clés Ancel